# André Moulinier
Pour les articles homonymes, voir Moulinier.
André Moulinier, né le 19 juin 1922 à Paris et mort le 7 mai 2006 à Romorantin-Lanthenay, est un militaire et résistant français, Compagnon de la Libération. Se ralliant à la France libre en 1940, il effectue de nombreuses opérations clandestines en France, étant plusieurs fois blessé et capturé.

## Biographie

### Jeunesse et engagement
André Moulinier naît le 19 juin 1922 dans le 13e arrondissement de Paris, d'un père infirmier. 

### Seconde Guerre mondiale
Refusant l'armistice du 22 juin 1940, il fuit vers l'Espagne et se rallie à la France libre le 10 septembre. Employé à la section française du War Office, il est posté à Saint-Sébastien, en Espagne et est chargé d'aider les militaires britanniques ayant combattu lors de la bataille de France à rejoindre leur consulat,. Membre du réseau "Jean-Marie", il opère aussi sur le territoire français et parvient à faire passer la ligne de démarcation à 160 prisonniers de guerre,. Le 14 janvier 1941 à Hendaye, il est arrêté par la Gestapo et interné au camp de Wessling, près de Cologne en Rhénanie, d'où il parvient à s'évader le 21 septembre suivant,. Parvenu jusqu'à Londres, il est affecté au BCRA et envoyé en Allemagne, en Côte-d'Or, dans l'Yonne, en Bretagne et dans le Cher pour effectuer des missions de sabotage de voies ferrées, d'attaques de convois allemands et de parachutages d'armes. Le 7 octobre 1942, à Beobia en Espagne, il est à nouveau arrêté par la Gestapo et envoyé au camp de Lanton en Gironde et réussi encore à s'évader le 1er juin 1943,.
Il reprend alors les missions clandestines en France et opère en Bretagne, en Franche-Comté et plus particulièrement en Bourgogne. À la tête de son groupe de résistants, il est responsable de la destruction de neufs écluses et d'un chantier de l'organisation Todt dans l'Yonne et de l'attaque d'un train allemand en Côte-d'Or. Le 6 septembre 1943, à Laignes, il est blessé par des éclats de grenade lors d'une opération de sabotage. À Montbard, il participe à la destruction d'une usine d'obus. Ses nombreuses actions lui valent d'être régulièrement cité dans les émissions de Radio Londres et de voir sa tête mise à prix par les allemands pour près de deux millions de francs. Le 31 décembre 1943, lors de l'attaque de la mairie de Coulmier-le-Sec où il tente de s'emparer de cartes d'alimentation, il est arrêté mais, avec la complicité de gendarmes français, parvient à s'échapper. Membre de la direction des maquis du Châtillonnais et du nord de l'Yonne, il est l'organisateur du déraillement de deux trains à Is-sur-Tille et de la destruction de neuf moteurs d'avions allemands à Poinçon-lès-Larrey. Après le débarquement de Normandie, redoublent d'ardeur pour gêner le repli des troupes allemandes, multipliant les sabotages sur les voies ferrées et les ponts et attaquant de nombreux convois. Blessé à nouveau le 7 juillet 1944, il est l'un des acteurs de la libération du Châtillonais.
Sortant de la clandestinité, il est intégré à l'armée française de la Libération, promu lieutenant et affecté au 35e régiment d'infanterie. Engagé dans la bataille d'Alsace, il est blessé par des éclats d'obus à Wittelsheim le 28 janvier 1945. Il termine la guerre à l'hôpital, d'abord à Mulhouse puis à Limoges.

### Après-Guerre
Restant dans l'armée après le conflit, André Moulinier est muté au 134e régiment d'infanterie puis au 1er régiment d'infanterie coloniale. Il quitte l'armée en 1947. De retour à la vie civile, il est d'abord rédacteur au journal Dissidence 40 puis contremaître dans diverses sociétés.
André Moulinier meurt le 7 mai 2006 à Romorantin-Lanthenay, dans le Loir-et-Cher, et est inhumé à Préveranges dans le Cher.

## Décorations
|  |  |  |
|  |  |  |
|  |  |  |

| Commandeur de la Légion d'honneur                             | Commandeur de la Légion d'honneur                             | Commandeur de la Légion d'honneur                             | Compagnon de la Libération Par décret du 17 novembre 1945 | Compagnon de la Libération Par décret du 17 novembre 1945 | Compagnon de la Libération Par décret du 17 novembre 1945 | Croix de guerre 1939-1945 Avec deux palmes et une étoile de bronze | Croix de guerre 1939-1945 Avec deux palmes et une étoile de bronze | Croix de guerre 1939-1945 Avec deux palmes et une étoile de bronze |
| Médaille des blessés de guerre                                | Médaille des blessés de guerre                                | Médaille des blessés de guerre                                | Médaille de la Résistance française Avec rosette          | Médaille de la Résistance française Avec rosette          | Médaille de la Résistance française Avec rosette          | Médaille des évadés                                                | Médaille des évadés                                                | Médaille des évadés                                                |
| Croix du combattant volontaire Avec agrafe "Guerre 1939-1945" | Croix du combattant volontaire Avec agrafe "Guerre 1939-1945" | Croix du combattant volontaire Avec agrafe "Guerre 1939-1945" | Croix du combattant volontaire de la Résistance           | Croix du combattant volontaire de la Résistance           | Croix du combattant volontaire de la Résistance           | Médaille commémorative française de la guerre 1939-1945            | Médaille commémorative française de la guerre 1939-1945            | Médaille commémorative française de la guerre 1939-1945            |